# Пурівський район
Пу́рівський район (рос. Пуровский район) — адміністративна одиниця Ямало-Ненецького автономного округу Російської Федерації.
Адміністративний центр — місто Тарко-Сале.

## Географія
Пурівський район отримав свою назву від річки Пур, в басейні якої він і розташований. У перекладі з ненецької «Пур» — це велика і галаслива річка. Річка Пур ділить район на майже рівні за площею ліво- і правобережжя. Протяжність району з півночі на південь — понад 600 кілометрів. Південний кордон з Ханти-Мансійським автономним округом тягнеться на 530 кілометрів.
Район являє собою унікальну територію російської Крайньої Півночі. Басейн річки Пур здавна вважався російським Клондайком. «Край суворий і багатий вельми. У лісах червоного звіра незліченно. Річки та озера повноводні, рибою рясні» — так описували перші землепрохідці заповідні землі, що розкинулися на самій півночі Західно-Сибірської рівнини. Через чотири століття до цього переліку багатств додалися колосальні запаси нафти і газу, що і визначило шлях, яким пішов розвиток всього краю. Розпочата 1965 року розробка вуглеводнів привела до виникнення на території району нових міст і селищ, автомобільних доріг і залізнць, нафто- і газопроводів, великих підприємств, створених на основі сучасних технологій переробки природної сировини.

## Історія
Як адміністративно-територіальне утворення район був створений 7 січня 1932 року.
Переданий 14 серпня 1944 року до складу Ямало-Ненецького округу з Омської області.

## Населення
Населення району становить 51792 особи (2018; 51280 у 2010, 47667 у 2002).

### Національний склад
За даними Всеросійського перепису населення 2010 року
| Національність | Чисельність (чол.) | Процентне співвідношення |
| Росіяни        | 31 569             | 61,56%                   |
| Українці       | 4 501              | 8,78%                    |
| Ненці          | 3 411              | 6,65%                    |
| Татари         | 2 210              | 4,31%                    |
| Молдовани      | 863                | 1,68%                    |
| Кумики         | 847                | 1,65%                    |
| Білоруси       | 703                | 1,37%                    |
| Азербайджанці  | 685                | 1,34%                    |
| Башкири        | 606                | 1,18%                    |
| Селькупи       | 460                | 0,90%                    |
| Чуваші         | 400                | 0,78%                    |
| Ханти          | 350                | 0,68%                    |
| Чеченці        | 310                | 0,60%                    |
| Інші           | 3 963              | 7,73%                    |
| Не вказали     | 402                | 0,78%                    |
| Всього         | 51 280             | 100,00%                  |

## Адміністративно-територіальний поділ
На території району 2 міських поселення та 6 сільських поселень:
| Поселення                        | Площа, км² | Населення, осіб (2002) | Населення, осіб (2010) | Населення, осіб (2017) | Центр      | Населені пункти |
| -------------------------------- | ---------- | ---------------------- | ---------------------- | ---------------------- | ---------- | --------------- |
| Тарко-Салинське міське поселення | -          | 18517                  | 20398                  | 21665                  | Тарко-Сале | 1               |
| Уренгойське міське поселення     | -          | 9329                   | 10066                  | 10082                  | Уренгой    | 1               |
| Пуровське сільське поселення     | -          | 2942                   | 2748                   | 2701                   | Пуровськ   | 2               |
| Пурпейське сільське поселення    | -          | 9074                   | 9840                   | 9598                   | Пурпе      | 1               |
| Самбурзьке сільське поселення    | -          | 1665                   | 1922                   | 2001                   | Самбург    | 1               |
| Халясавейське сільське поселення | -          | 651                    | 775                    | 866                    | Халясавей  | 1               |
| Ханимейське сільське поселення   | -          | 4621                   | 4707                   | 4372                   | Ханимей    | 1               |
| Харампурське сільське поселення  | -          | 704                    | 737                    | 757                    | Харампур   | 1               |
| міжселенна територія             | -          | 164                    | 87                     | 48                     | -          | 1               |

## Найбільші населені пункти
| № | Населений пункт | Населення, осіб (2002) | Населення, осіб (2010) |
| - | --------------- | ---------------------- | ---------------------- |
| 1 | Тарко-Сале      | 18 517                 | 20 398                 |
| 2 | Уренгой         | 9 329                  | 10 066                 |
| 3 | Пурпе           | 9 074                  | 9 840                  |
| 4 | Ханимей         | 4 621                  | 4 707                  |
| 5 | Пуровськ        | 2 365                  | 2 378                  |
| 6 | Самбург         | 1 665                  | 1 922                  |

## Економіка
Сьогодні економіку району визначають нафтовики і газовидобувачі. Частка видобутку газу становить 45 %, а нафти і газоконденсату — 80 % від усього обсягу видобутку в окрузі, що відповідно склало 38 % газу і 7 % нафти від видобуваються по всій Росії. З 175 газових, газоконденсатних і нафтових родовищ, розвіданих в ЯНАО, 114 розташовано на території Пурівського району. Чимало в Пуровському районі і нерудних корисних копалин, відомо 42 родовища глини, діятимуть, піску, гравію.
Основне заняття корінних мешканців — оленярство, звірівництво, лов риби і заготівля дикоросів. В районі налічується більше 30 тисяч оленів, на звірофермах містяться близько тисячі голів хутрового звіра. Переробку хутра та шкіри оленів ведуть радгоспи. Ведеться заготівля пантів північного оленя для виробництва лікарських препаратів.

### Транспорт
На території району розташовані населені пункти окружного підпорядкування: міста Ноябрськ, Губкінський, Муравленко. Тарко-Сале пов'язаний авіаційним повідомленням з Салехардом. Через територію району проходить залізнична магістраль «Тюмень — Новий Уренгой».